# طواف هيرالد صن 2011
طواف هيرالد صن 2011  هو سباق دراجات هوائية، وهو الموسم رقم 59 من السباق، وأقيم خلال الفترة 12 أكتوبر 2011، وحتى 16 أكتوبر 2011، وهو من نوع  سباق المرحلة.
فاز فيه بالمركز الأول  ناثان هاس، وبالمركز الثاني  جاك بوبريدج، وبالمركز الثالث  Jonas Aaen Jørgensen ‏.

## الفائزون
| الترتيب | الفائز                |
| ------- | --------------------- |
| الفائز  | ناثان هاس             |
| الثاني  | جاك بوبريدج           |
| الثالث  | Jonas Aaen Jørgensen ‏ |